# Quasi-Wirkung
Quasi-Wirkungen sind ein Begriff aus der Geometrischen Gruppentheorie, der den gruppentheoretischen Begriff der Wirkung einer Gruppe verallgemeinert.
In Beweisen sind Quasi-Wirkungen oft ein flexibleres Werkzeug als Wirkungen.

## Definition
Eine {\displaystyle (K,C)}-Quasiwirkung einer Gruppe {\displaystyle G} auf einem metrischen Raum {\displaystyle X} ist eine Abbildung
{\displaystyle A\colon G\times X\to X}
{\displaystyle (g,x)\to gx:=A(g,x)}
mit
- für jedes {\displaystyle g\in G} ist {\displaystyle A(g,.)\colon X\to X} eine {\displaystyle (K,C)}-Quasiisometrie,
- für alle {\displaystyle x\in X,g,h\in G} gilt

{\displaystyle d(g(hx),(gh)x)\leq C}.